# Муніципії Румунії
Муніципії (від лат. municipium) — адміністративно-територіальна одиниця в Румунії. 
Цей статус надається більшим містам з високим ступенем урбанізації , з відносно великим населенням, як правило, понад 15 000 жителів, зі значною економічною, соціальною, політичною та культурною роллю. Це відносні критерії для визначення муніципалітету, оскільки чітко визначених критеріїв на рівні закону для надання статусу муніципалітету немає. Але фактичне надання статусу муніципалітету здійснюється законом, недостатньо відповідати вищезазначеним критеріям. Населені пункти, які не відповідають одному або декільком із цих критеріїв, класифікуються як міста, або, якщо вони не урбанізовані, як комуни.
Адміністрація муніципалітету називається муніципалітетом і очолюється мером. Муніципалітет не має інших адміністративних підрозділів, навіть якщо неофіційно великі муніципалітети поділяються на мікрорайони. Винятком є місто Бухарест, яке має статус, схожий на статус округу, і офіційно поділяється на 6 адміністративно-територіальних одиниць, які називаються секторами .
Хоча у звичайній мові муніципалітети називають просто «містами», відмінність між статусом міста та статусом муніципалітету є важливою, особливо на політико-адміністративному рівні. 

## Назва
Походження в румунській мові походить від латинського слова municipium. Муніципієм називали римські міста в Італії або імперії , які мали право на автономію у внутрішніх справах.

## Критерії
Відповідно до румунських законів, місто має відповідати таким мінімальним кількісним і якісним умовам, щоб бути оголошеним муніципалітетом:
- Кількість жителів – 40 тис
- Населення, зайняте в несільськогосподарській діяльності - 85%
- Оснащення будинків водопроводом - 80%
- Обладнання будинків ванною та туалетом в будинку - 75%
- Кількість ліжок у лікарнях на 1000 жителів - 10
- Кількість лікарів на 1000 жителів – 2,5
- Підрозділи післясередньої освіти
- Культурні та спортивні об’єкти – зали для виступів, можливо, театри, музичні заклади, публічні бібліотеки, стадіон, спортивні зали
- Місць в готелях - 100
- Модернізовані вулиці - 60%
- Вулиці з водопровідними мережами - 70%
- Вулиці з каналізаційними трубами - 60%
- Очищення стічних вод - очисна станція механічної та біологічної ступенів
- Вулиці з відкритими пожежними гідрантними мережами - 70%
- Зелені насадження (парки, сквери, сквери) - 15 м²/місце.
- Контрольоване сміттєзвалище, з безпечним доступом - громадський парк

## Класифікація
Відповідно до закону, місцевості ранжуються за рангом, відповідно до цього рейтингу є муніципалітети:
- ранг 0 - Столиця Румунії, місто європейського значення;
- ранг I - муніципалітети національного значення, з потенційним впливом на європейському рівні;
- ранг II - муніципалітети міжокружного, повітового значення або з балансуючою роллю в мережі місцевостей.

Міста рангу 0 і I є центрами розвитку зі значною кількістю жителів: принаймні 150 000 жителів (крім Бакеу), безпосередній доступ до основної мережі загальноєвропейських шляхів сполучення (автомобільних, залізничних, морських і повітряних), економічна база на високому технологічному рівні та гнучкі (вторинний сектор, виробничі, соціально-культурні та ІТ-послуги), університети, диверсифіковані вищі навчальні заклади та насичене культурне життя.
Крім того, муніципалітети рангу 0 (Бухарест) і I (кількість 13: Бакеу, Брашов, Браїла, Галац, Клуж-Напока, Констанца, Крайова, Орадя, Плоєшть, Тімішоара, Ясси) є єдиними муніципалітетами, які можуть становити метрополії в Румунії разом із міськими та сільськими місцевостями, розташованими в безпосередній близькості, на відстані до 30 км, між якими вони розвинули відносини співпраці на багатьох рівнях.
Решта є муніципалітетами II рангу (налічується 89).

## Перелік муніципій
У Румунії налічується 103 муніципії. Центри повітів виділено жирним
- Бухарест
- повіт Алба: Алба-Юлія, Аюд, Блаж, Себеш (статус з 1938/1968, 1994, 1993, 2000)
- повіт Арад: Арад (статус з 1925/1968)
- повіт Арджеш: Пітешть, Кимпулунг, Куртя-де-Арджеш (статус з 1968, 1994, 1995)
- повіт Бакеу: Бакеу, Мойнешть, Онешті (статус з 1929/1968, 2001, 1968)
- повіт Біхор: Орадя, Беюш, Маргіта, Салонта  (статус з 1925/1968, 2003, 2003, 2001)
- повіт Бистриця-Несеуд: Бистриця (статус з 1979)
- повіт Ботошані: Ботошані, Дорохой (статус з 1968, 1994)
- повіт Брашов: Брашов, Кодля, Сечеле, Фегераш (статус з 1925/1968, 2000, 2000, 1979)
- повіт Бреїла: Бреїла (статус з 1925/1968)
- повіт Бузеу: Бузеу, Римник (статус з 1968, 1994)
- повіт Васлуй: Васлуй, Бирлад, Хуші (статус з 1979, 1968, 1995)
- повіт Вилча: Римніку-Вилча, Дрегешань (статус з 1968, 1995)
- повіт Вранча: Фокшани, Аджуд (статус з 1934/1968, 2000)
- повіт Галац: Галац, Текуч (статус з 1925/1968, 1968)
- повіт Горж: Тиргу-Жіу, Мотру (статус з 1968, 2000)
- повіт Джурджу: Джурджу (статус з 1933/1968)
- повіт Димбовіца: Тирговіште, Морень (статус з 1968, 2003)
- повіт Ілфов: муніципій немає
- повіт Долж: Крайова, Беїлешть, Калафат (статус з 1925/1968, 2001, 1997)
- повіт Караш-Северін: Решица, Карансебеш (статус з 1968, 1995)
- повіт Келераш: Келераші, Олтеніца (статус з 1968, 1997)
- повіт Ковасна: Сфинту-Георге, Тиргу-Секуєск (статус з 1979, 2000)
- повіт Констанца: Констанца, Мангалія, Меджидія (статус з 1925/1968, 1995, 1994)
- повіт Клуж: Клуж-Напока, Деж, Герла, Кимпія-Турзій, Турда (статус з 1925/1968, 2000, 1968, 1998, 1968)
- повіт Марамуреш: Бая-Маре, Сигіт (статус з 1968, 1968)
- повіт Мехедінць: Дробета-Турну-Северин, Оршова (статус з 1933/1968, 2000)
- повіт Муреш: Тиргу-Муреш, Регін, Сігішоара, Тирневені (статус з 1925/1968, 1994, 1968, 1998)
- повіт Нямц: П'ятра-Нямц, Роман (статус з 1968, 1968)
- повіт Олт: Слатіна, Каракал (статус з 1979, 1994)
- повіт Прахова: Плоєшті, Кимпіна (статус з 1925/1968, 1994)
- повіт Сату-Маре: Сату-Маре, Карей (статус з 1929/1968, 1995)
- повіт Селаж: Залеу (статус з 1979)
- повіт Сібіу: Сібіу, Медіаш (статус з 1925/1968, 1968)
- повіт Сучава: Сучава, Ватра-Дорней, Кимполунг, Радівці, Фелтічень (статус з 1968, 2000, 1995, 1994, 1994)
- повіт Телеорман: Александрія, Рошіорій-де-Веде, Турну-Мегуреле (статус з 1979, 1995, 1968)
- повіт Тіміш: Тімішоара, Лугож (статус з 1925/1968, 1934/1968)
- повіт Тулча: Тулча (статус з 1968)
- повіт Харгіта: М'єркуря-Чук, Георгень, Одорхею-Секуєск, Топліца (статус 1979, 2003, 1968, 2002)
- повіт Хунедоара: Дева, Хунедоара, Брад, Вулкан, Лупені, Орештіє, Петрошань (статус з 1968, 1968, 1995, 2003, 1995, 1968)
- повіт Яломіца: Слобозія, Урзічень, Фетешть (статус з 1979, 1995, 1995)
- повіт Ясси: Ясси, Пашкань (статус з 1925/1968, 1995)